# ميتسيتوري كودو
ميتسيتوري كودو (باليابانية: 工藤 光輝) (مواليد 23 أغسطس 1991)، هو لاعب كرة قدم ياباني سابق كان يلعب كمهاجم.

## وصلات خارجية
- ميتسيتوري كودو على موقع رابطة كرة القدم اليابانية للمحترفين (اليابانية)
- ميتسيتوري كودو على موقع قاعدة بيانات كرة القدم.إي يو (الإنجليزية)
- ميتسيتوري كودو على موقع Soccerway.com (الإنجليزية)